# Морено Живкович
Морено Живкович (хорв. Moreno Živković, нар. 22 травня 2004, Загреб, Хорватія) — хорватський футболіст, центральний захисник загребського «Динамо».

## Біографія
Морено Живкович народився у Загребі у спортивній родині. Його батько — Борис Живкович колишній футболіст німецького клубу «Баєр 04» та національної збірної Хорватії, учасник Євро-2004.

## Ігрова кар'єра
Морено є вихованцем столичного «Динамо», де він почав займатися футболом у семирічному віці. Першу гру в основі Живкович провів 15 квітня 2023 року у матчі чемпіонату країни проти «Славен Белупо». Тоді ж він підписав з клубом професійний контракт до 2026 року і відправився в оренду в інший клуб із Загреба — «Локомотива», де грав до січня 2024 року.

### Збірна
Морено Живкович виступав за юнацькі збірні Хорватії. У 2023 році захисник дебютував у молодіжній збірній Хорватії.

## Титули і досягнення
- Чемпіон Хорватії (2):

«Динамо» (Загреб): 2022-23, 2023-24
- Володар Кубка Хорватії (1):

«Динамо» (Загреб): 2023-24